# 中山優馬
中山優馬（日语：／ Nakayama Yuma，1994年1月13日—），出生於日本大阪府，曾是藝人經紀公司傑尼斯事務所所屬的歌手暨演員。姊姊是NMB48前成員的山田菜菜。妹妹是NMB48成員的山田寿寿。

## 個人簡歷
- 2006年

於10月8日成為傑尼斯事務所的小傑尼斯成員之一。同年11月，與神山智洋跟藤井流星等一起結成TOP Kids
- 2007年

2007年8月，Hey! Say! JUMP作為JUMP的弟弟份兒單元Hey！ Say! 7 WEST（後結成 中山優馬 w/Hey！ Say! 7 WEST）。
- 2008年

4月於首次演出電視劇及成為電視劇野球少年的主角
同年9月5日，因感到腹痛，故而發覺闌尾炎引發性腹膜炎（虫垂炎汎發性腹膜炎）並於6日後接受手術。
9月8日-10日，原定於大阪的梅田藝術劇場進行音樂會演出，因身體不適而取消演出 ，最後以輪椅便服登場。向觀眾道歉和發表感謝的言詞。
- 2009年

6月4日，中山優馬 with B.I.Shadow組成的同時發表首張 CD。
6月7日，與Hey! Say! JUMP的山田涼介，知念侑李及B.I.Shadow一起組成NYC boys，並發表擔任世界排球最高獎的特別支援者。代表歌曲的「NYC」，與中山優馬主演的「吸血鬼男孩」主題曲「惡魔之戀」預定於7月15日作為雙A CD發售。
7月7日，主演日本關西電視台的電視劇吸血鬼男孩播出。
從10月開始，第一個個人電台廣播『中山優馬RADIO CATCH』開始播出。
10月19日，與森本慎太郎共同擔任比利時法蘭德斯政府觀光局友好大使。
12月31日，組合NYC boys 於第60回NHK红白歌合戰初登場，並演唱「红白60周年NYC特别组曲」。
- 2010年

4月7日，NYC正式出道，決定發售單曲「勇気100%」。
7月9日~8月22日，出演「PLAYZONE2010/ROAD TO PLAYZONE」舞台劇。
10月20日，NYC單曲「よく游びよく学べ」發售決定。
12月20日，宣傳舞台劇「新春 瀧澤革命」。
12月31日，與NYC boys参加第61回NHK红白歌合戰，演唱「~盡情玩樂用力學習100%NYC」组曲。
- 2011年

1月1日~1月27日，在東京帝國劇場演出舞台剧「新春 瀧澤革命」 ，飾演瀧澤秀明的弟弟。
年3月1日，參加加帝國劇場100周年慶典儀式。
3月9日，NYC單曲「夢想蛋」發售決定。
3月19日，和瀧澤秀明，今井翼兩位前輩一起協助搬運，裝載救災物資，並傳達希望與祝福。
4月1日~2日，參加在國立代代木競技場舉行的東日本大地震重建支援計畫「Marching J」的募款活動。
5月29日，參加在東京巨蛋舉行的Marching J「Johnny's Charity棒球大會」，並獲得團隊合作獎。
7月8日~8月31日，出演「PLAYZONE'11 SONG & DANC'N」舞台劇。
12月15日，組合NYC送出「Christmas Message」，宣傳NYC新曲「美好邱比特」以及個人單曲「玻璃·魔法」。
12月31日，組合NYC參加第62回NHK红白歌合戰。
- 2012年

1月4日，NYC單曲「美好邱比特」和個人單曲「玻璃·魔法」發售。
2月22日，受邀參加美國洛杉磯舉行的迪士尼紀錄冒險鉅作電影「異星戰場：強卡特戰記」的首映會。
2月23日，公布駒澤大學入學試合格，並說開始一個人生活會自己煮飯。
3月11日，參加在東京巨蛋體育場舉行的東日本大地震一周年紀念重建支援計畫「Marching J」的募款活動。
4月1日，出席在東京六本木舉行的「異星戰場：強卡特戰記」首映宣傳會。
4月13日，出席「異星戰場：強卡特戰記」東京都内劇場首映會。
5月25日，組合NYC單曲「嗨哪!」發售。
10月31日，個人單曲「Missing Piece」發售。
- 2013年

5月，於Theatre Creation舉辦的「Live House Johnny's銀座」中舉行了首次的個人演唱會
9月，從駒澤大學退學，理由為心境改變，想要學習英語。
12月，收錄為午間劇「天國之戀」片尾曲的「愛如利刃」成為話題
- 2014年

4月1日，傑尼斯官網設立個人頁面，正式個人出道。
4月2日，第二張個人單曲「High Five」發售。
9月10日，第三張個人單曲「Get Up!」發售。
11月26日，首張個人大碟「Chapter 1」發售。
- 2015年

3月，於娛樂節目「ピーコ&兵動のピーチケパーチケ」演出。
4月22日，第四張個人單曲「YOLO moment」發售。
5月，首個自己的個人演唱會「中山優馬 Chapter1 歌吧!跳吧!YOLO!TOUR」開始。
7月15日，第五張個人單曲「とことん Got It!」發售。

## 参加團體
- TOP Kids（2006年6月10日‐2007年春頃）
- 中山優馬 w/Hey! Say! 7 WEST（2007年8月‐2009年6月4日）
- 中山優馬 with B.I.Shadow（2009年6月4日‐現在）
- NYC boys（2009年6月7日‐2011年）
- NYC（2010年3月‐現在）

## 作品

### 单曲CD
| # | 發行日期       | 名稱             | 周销量最高排名 |
| - | -------------- | ---------------- | -------------- |
| 1 | 2012年10月31日 | Missing Piece    | 2位            |
| 2 | 2014年4月2日   | High Five        | 3位            |
| 3 | 2014年9月10日  | Get Up!          | 4位            |
| 4 | 2015年4月22日  | YOLO moment      | 7位            |
| 5 | 2015年7月15日  | とことん Got It! | 15位           |

### 數位單曲
| # | 發行日期       | 名稱              |
| - | -------------- | ----------------- |
| 1 | 2016年6月22日  | Feeling Me Softly |
| 2 | 2022年10月31日 | Squall            |
| 3 | 2022年11月28日 | Step!!            |
| 4 | 2022年1月20日  | WEEKEND           |

### 原創專輯
| # | 發行日期       | 名稱      | 周销量最高排名 |
| - | -------------- | --------- | -------------- |
| 1 | 2014年11月26日 | Chapter 1 | 8位            |

### 迷你專輯
| # | 發行日期       | 名稱       | 周销量最高排名 |
| - | -------------- | ---------- | -------------- |
| 1 | 2024年12月25日 | GOOD VIBES |                |

### 精選專輯
| # | 發行日期     | 名稱                | 周销量最高排名 |
| - | ------------ | ------------------- | -------------- |
| 1 | 2023年2月1日 | THE BEST and BEYOND | 12位           |

## 演出
粗體字為主演

### 電視劇
- 野球少年（2008年，NHK） - 飾 原田巧
- 武士轉校生（2009年3月28日，關西電視台） - 飾 三船優太
- 吸血鬼男孩（2009年7月7日 - 9月8日，關西電視台）- 飾 黑宮路加
- 左眼偵探EYE 第一話，第二話（2010年1月23日，日本電視台）- 飾 海藤正樹（友情出演）
- 毛骨悚然撞鬼經驗 夏之特別編2011「奇怪的末班車」（2011年9月3日，富士電視台）- 飾 三上俊介
- 翼喲!那個是戀愛的明燈（2012年2月12日，關西電視台）- 飾 佐野智之
- Piece（2012年10月6日-12月29日，日本電視台）- 飾 成海皓/成海比呂
- 歌舞伎華之戀（2013年7月18日 - 9月19日，TBS）- 飾 澤山一彌
- SMOKING GUN～決定的證據～（2014年4月9日 - 6月18日，富士電視台）- 飾 松井丈太郎
- 周五Prestige・山村美紗懸疑劇場紅色殯葬車33（2014年4月18日，富士電視台）-  飾 杉田鷹次郞
- 北斗—那個殺人者的回心—（2017年3月25日 - 4月22日，WOWOW）- 飾 端爪北斗
- 重要参考人偵探 第2話（2017年10月27日，朝日電視台） - 魚住爽太
- 特命大媽檢察官! 花村絢乃事件簿 特集（2019年12月20日，東京電視台） - 岸川俊一
- 稅務調査官・窓際太郎事件簿 特集（2020年12月6日，BS-TBS） - 高梨浩平
- 特回~不良債權特別回收部 第7話（2021年1月17日 - 4月4日，WOWOW） - 葉山將人
- UNLUCKY GIRL! 第7話（2021年11月18日，讀賣電視台・日本電視台）- 八雲空海
- 流浪局長風間昭平15（2022年1月24日，東京電視台） - 西野賢一
- 寵物醫師花咲萬太郎事件簿（2022年3月26日，BS-TBS） - 嵐山健吾
  - 寵物醫師花咲萬太郎事件簿2（2023年12月29日，BS-TBS） - 嵐山健吾
- 全力！清潔工（2022年4月18日〔17日深夜〕 - 6月20日〔19日深夜〕，ABC電視台）
- 天賦異稟 Season2（2023年10月14日 - 12月2日，WOWOW） - 八雲穂積

### 電影
- 關西小傑尼斯的目標♪Dream Stage!（2016年4月16日） - 客串
- 超自然研究會（2016年7月2日） - 飾 八神森司
- 笑傲曇天（2018年3月21日） - 飾 空丸
- 189 （2021年12月3日） - 飾 坂本大河

### 電視節目
- 少年倶楽部（NHK BS2・BShi）＊不定期演出
- 爆笑学園ナセバナ～ル！（TBS）2012年10月9日～2013年2月26日
- 伝えてピカッチ（NHK綜合頻道）2013年4月6日～2015年3月21日 ※隔周出演
- ピーコ&兵動のピーチケパーチケ（關西電視台）2015年1月7日～現在

### 配音
- 異星戰場：強卡特戰記（2012年4月13日）－埃德加·赖斯·巴勒斯

### 廣播
- Look at You-Ma（2013年1月3日-，每周四24:30，bayfm）该节目曾在2009年7月5日 - 26日，作为7月限定特别节目播出4期
- 中山優馬的夏合宿（2009年8月，JFN）※JFN 8月限定特别节目，共4期
- 中山優馬radio catch（2009年10月 - 2021年3月25日〔全600回〕，JFN）
- 中山優馬のYUMAにあ（2020年2月4日 - ，RKB電台）
- 中山優馬の世紀末に生まれて（2022年1月4日 - ，bayfm）

### 廣告
- 森永製菓 Hi-Chew（2009年 - 2011年1月）
- HOUSE食品 粟米筒 （2011年9月30日 - ）
- 眼球銀行活動啟發用DVD「光」（2015年）

### 演唱會
- First Concert Winter 2006（2006年12月6日 - 25日，大阪松竹座）
- 2007 謹賀新年 新年快樂 Johnny's Jr.大集合（2007年1月2日・3日・4日・6日・7日，日本武道館）
- 關西Johnny's Jr. 大阪城Hall FIRST CONCERT（2007年5月6日，大阪城音樂廳）
- 關西Johnny's Jr. 大阪松竹座 2007（2007年8月6日 - 23日，大阪松竹座）
- JOHNNYS'Jr. Hey Say 07 in YOKOHAMA ARENA（2007年9月23日・24日，橫濱體育館）
- 内博貴 年末年始 Rock的朋友們大集合!（2009年1月2日 - 4日，只在大阪城音樂廳公演）
- KAT-TUN Break the Records 東京巨蛋10days・京Dome大阪3days（2009年5月15日 - 5月22日，6月14日，6月　15日，東京巨蛋，10公演）
- 關西Johnny's Jr. X 集體! 全員集合! @大阪松竹座 09（2009年12月21日 - 25日）
- 春休all關西Johnny's Jr. with中山優馬 in大阪城Hall（2010年3月28日・29日）
- 年末Young東西歌合戦! 東西Jr.選拔大集合2010!（2010年11月27日，NHK Hall）
- 關西Johnny's Jr. with 中山優馬 2011春（2011年3月5日 ‐ 4月9日，7城市）
- Hey! Say! JUMP ＆勇氣100％（2011年3月28日 ‐ 5月29日，8城市）
- Live House Johnny's 銀座（2013年5月3日 ‐ 5日 共6场，東京Theatre Creation）
- Live House Johnny's 銀座（2014年5月3日 ‐ 6日，東京Theatre Creation）
- 中山優馬 Chapter1 歌吧!跳吧!YOLO!TOUR 2015（2015年5月1日　- 9日，名古屋・東京・大阪）

### 舞台劇
- PLAYZONE 2010 〜ROAD TO PLAYZONE〜（2010年7月9日 - 8月1日）- 特別出演
- 新春 瀧澤革命（2011年1月1日 ‐ 1月27日）
- PLAYZONE '11 SONG & DANC'N.（2011年7月8日 - 8月31日）
- 新春 瀧澤革命（2012年1月1日 ‐ 1月29日）
- PLAYZONE'12 SONG & DANC'N。PARTII（2012年7月9日 ‐ 8月11日）
- JOHNNYS' World　-Johnny's World-（2013年1月1日 - 6日，全10公演，帝國剧場）
- PLAYZONE'13 SONG & DANC'N。PARTIII（2013年7月3日 - 8月10日，青山劇場)
- ANOTHER（2013年9月4日‐9月28日，日生劇場）
- PLAYZONE→IN NISSAY （2014年1月6日 - 1月28日，日生劇場)
- PLAYZONE 1986・・・2014★ありがとう！〜青山劇場★（2014年7月6日 - 8月9日，青山劇場)
- PLAYZONE2015さよなら!〜青山劇場 PLAYZONE 30YEARS 1232公演（2015年1月6日 - 1月22日，青山劇場)
- 道林·格雷的畫像（2015年8月16日 - 9月6日，新國立劇場・森之宮Piloti大廳・Canal City劇場） - 飾 道林·格雷
- DREAM BOYS（2015年9月12日 - 9月20日，帝國劇場）
- それいゆ（2016年5月26日 - 29日，梅田藝術劇場話劇城 / 6月1日 - 5日，Zepp Blue Theater六本木） - 飾 中原淳一
- A NEW MUSICAL CROSS HEART（2016年11月，EX THEATER ROPPONGI / 12月，Zepp Blue Theater六本木 / 2017年1月森之宮Piloti大廳） - 飾 César / 一之瀬悟（與屋良朝幸雙主演）
- それいゆ（2017年4月） - 飾 中原淳一
- 胡蘿蔔鬚（2017年8月1日 - 27日，新橋演舞場 / 9月1日 - 10日，大阪松竹座） 飾 Felix

## 相關連結
- 中山優馬 with B.I.Shadow（日语：中山優馬 with B.I.Shadow）
- 中山優馬 w/Hey! Say! 7 WEST（日语：中山優馬 w/Hey! Say! 7 WEST）
- 傑尼斯Jr.